# Ne Zha 2
Ne Zha 2 (Originaltitel chinesisch 哪吒之魔童鬧海 / 哪吒之魔童闹海, dt. etwa: „Der Teufelsjunge Ne Zha sucht das Meer heim“) ist ein chinesischer Animationsfilm vom Regisseur Jiaozi (Yang Yu).
Der Film kam zum Beginn des chinesischen Neujahrs am 29. Januar 2025 in den Kinos. Das Werk ist eine Fortsetzung des 2019 entstandenen Animationsfilms Ne Zha, der auf einem chinesischen Roman aus dem 16. Jahrhundert basiert und von der Gottheit Ne Zha handelt. 

## Produktion und Veröffentlichung
Ne Zha 2 wurde innerhalb von fünf Jahren von der in Chengdu ansässigen Animationsstudio Chengdu Coco Cartoon Ltd. produziert. Für die Produktion des Films soll der Regisseur Jiaozi einen Budget von 80 Millionen Dollar zur Verfügung gehabt haben. Bei der Fertigstellung von Ne Zha 2 haben hundert Animationsfilmteams zusammengearbeitet und über 4000 Personen mitgewirkt.
Für den Vertrieb des Films im chinesischen Binnenmarkt ist die Beijing Enlight Pictures zuständig. Der Film kam zum ersten Tag des chinesischen Neujahrs, am 29. Januar 2025, in den chinesischen Kinos. Am 6. Februar wurde Ne Zha 2 mit einem Einspielergebnis von über 796 Millionen US-Dollar zum erfolgreichsten Film in China, und überholte Star Wars: Episode VII (936 Millionen US-Dollar), um die höchsten Einnahmen in einem einzelnen Markt weltweit zu erzielen. Bis zum 8. Februar 2025 war er zum weltweit ersten Film, der über eine Milliarde Umsatz in einem Binnenmarkt erzielte. Nach knapp drei Wochen (22. Tag nach der Veröffentlichung) überholte er Alles steht Kopf 2 (1,69 Milliarden US-Dollar), um zum umsatzstärksten Animationsfilm weltweit zu werden. Der Film erreichte bis zum 9. März 2025 weltweit ein Einspielergebnis von über zwei Milliarden US-Dollar. Zuvor war Star Wars: Episode VII der erfolgreichste Film innerhalb eines Binnenmarktes.
Ne Zha 2 ist mit einem Einspielergebnis von über 2 Milliarden US-Dollar der erfolgreichste Animationsfilm aller Zeiten.
Es ist der erste Film mit einem Einspielergebnis von über einer Milliarde US-Dollar, der keine Hollywoodproduktion ist. Seit März 2025 ist Ne Zha 2 der fünfterfolgreichste Film nach Einspielergebnis.

## Film und Handlung
Im ersten Film sollte der junge Ne Zha (Nezha) eigentlich als Dreijähriger sterben. Er wird als eine Inkarnation des Bösen geboren und verfügt über einen derart starken Kick, mit dem er seine Gegner durch Wände stoßen kann. Ne Zha rettet im ersten Film das Dorf, welches ihn zuvor ausgestoßen hat. Ne Zha 2 beginnt dort, wo der Film Ne Zha endet, als die Körper der beiden Freunde Ao Bing (Aobing, 敖丙) und Ne Zha zerstört werden sollen, wobei ihre Seelen weiterleben dürfen. Ihr Meister Taiyi Zhenren stellt ihren Körper mit Hilfe einer Lotusblume wieder her, worauf sich Ne Zha zu einem Kampf mit dem Drachenkönig (Longwang) aufmacht. Bei diesen Kampf verbündet er sich mit den Bewohnern des Meeres.

### Vertonung
Im Film Ne Zha 2 kommen der Gesang der Dong und der Obertongesang der Mongolen vor. Dabei wird auf den traditionellen chinesischen Instrumenten Suona und Pipa musiziert.

## Rezeption
Die Figur Ne Zha im Film wurde als der hässlichste Ne Zha der Geschichte beschrieben. Die unkonventionelle Darstellung der Figur war vom Regisseur Jiaozi beabsichtigt. Sein Ziel soll gewesen sein, mit der chinesischen Tradition zu brechen, um die Zuschauer dazu zu bewegen, ihre bisherige Vorstellungen zu hinterfragen. Auf der chinesischen Ratingplattform Douban Movie wird Ne Zha 2 mit 8,5 Sternen bewertet.